# João da Cruz Salgado de Castilho
João da Cruz Salgado de Castilho, O.C.D. (Lisboa, 4 de Janeiro de 1695 — Miranda do Douro, 20 de Outubro de 1756), no século João Salgado de Castilho, foi um clérigo português, carmelita descalço, bispo do Rio de Janeiro e de Miranda do Douro.
Formado em Filosofia e Teologia, disciplinas que leccionou na Universidade de Coimbra, foi ainda prior de Santa Cruz do Buçaco.
Em 4 de Março de 1719 foi ordenado padre pelo primeiro Patriarca de Lisboa, Tomás de Almeida, tendo sido designado bispo do Rio de Janeiro em 19 de Dezembro de 1740, e formalmente instalado na sua nova diocese no dia 5 de Fevereiro seguinte. Resignou ao cargo em 4 de Dezembro de 1745, tendo regressado à metrópole, sendo então transferido para a diocese de Miranda do Douro (19 de Janeiro de 1750), à frente da qual permaneceria até morrer, seis anos mais tarde.